# 新波季利西克 (別列佐夫卡區)
47°8′24″N 30°51′2″E / 47.14000°N 30.85056°E
新波季利斯凱（烏克蘭語：Новоподільське）是位於烏克蘭西南部的村莊，由敖德萨州贝雷济夫卡区的勞希夫卡市鎮負責管轄。該村始建於1920年，面積1.46平方公里，海拔高度71米，2001年人口254，人口密度每平方公里174.09人。